# The Winery Dogs
The Winery Dogs es un supergrupo estadounidense de hard rock formado en la ciudad de Nueva York, en el 2012 por Mike Portnoy, Billy Sheehan y Richie Kotzen.

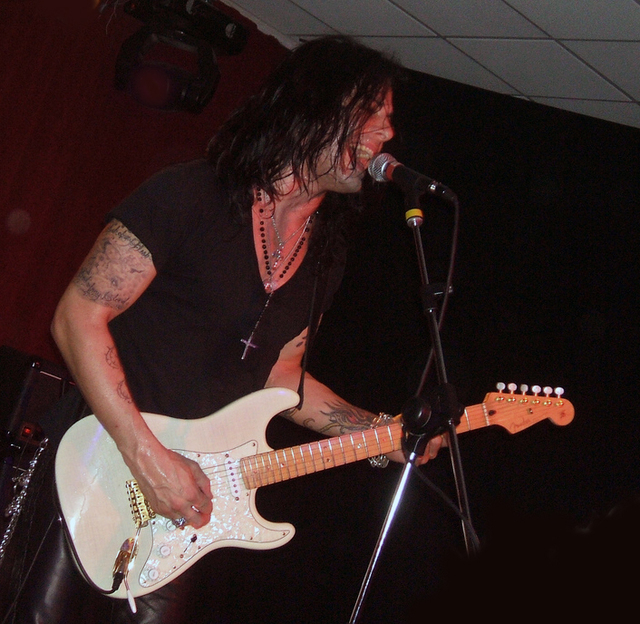
Richie Kotzen

## Historia
La banda inició como un proyecto. Mike Portnoy y Billy Sheehan fueron los que inicialmente se reunieron con la idea. Sin embargo, necesitaban un vocalista y guitarrista para completar el trío. El periodista y presentador de TV y radio Eddie Trunk les sugirió contratar a Richie Kotzen. Billy Sheehan y Richie Kotzen habían tocado juntos en la agrupación "Mr. Big", por lo que Sheehan sabía que Kotzen podría ser el indicado para tomar el puesto. Kotzen aceptó y grabaron su primer disco, seguido de un DVD en vivo titulado "Unleashed in Japan 2013: The Winery Dogs." 
Su segundo álbum, Hot Streak, fue lanzado el 2 de octubre de 2015.
Aparte de The Winery Dogs, todos los músicos han tenido éxito en otras bandas. Richie Kotzen tocó en Poison y Mr. Big. Billy Sheehan ha tocado con Steve Vai, David Lee Roth, Talas y Mr. Big. Mike Portnoy ha sido baterista en Dream Theater, Transatlantic, Avenged Sevenfold, Flying Colors y Adrenaline Mob.

## Músicos
- Richie Kotzen – voz, guitarra, teclado (2012–presente)
- Mike Portnoy – batería, percusión, coros (2012–presente)
- Billy Sheehan – Bajo, coros (2012–presente)

## Discografía
- The Winery Dogs - 2013
- Hot Streak - 2015
- Dog Years - Live in Santiago - 2017
- III - 2023